# Un Día Si, Un Día No
Un Día Si, Un Día No es el segundo EP de la cantante, compositora y productora colombiana Naela, lanzado el 12 de agosto de 2022 a través de The Light Entertainment. El álbum incluye sus más recientes lanzamientos: "Lo Negamos", "Acércate", "No Te Creo" y "Por Si Puedes Oírme" junto al artista Tutto Durán. De este álbum se desprende el sencillo «Un Día Si, Un Día No».

## Lista de canciones
| N.º   | Título                                  | Escritor(es)                                        | Productor(es)                   | Duración |  |
| 1.    | «Un Día Si, Un Día No»                  | Javier Mauricio Rivera, Nataly Rivera, Richard Peña | Andres Sanchez, Mauricio Rivera | 3:19     |  |
| 2.    | «Lo Negamos»                            | Isabella Primera, Nataly Rivera                     | Andres Sanchez, Mauricio Rivera | 3:02     |  |
| 3.    | «Acércate»                              | Jose Gnecco, Nataly Rivera                          | Andrés Sánchez, Mauricio Rivera | 2:55     |  |
| 4.    | «No Te Creo»                            | Primera, Nataly Rivera                              | Andres Sanchez, Mauricio Rivera | 2:08     |  |
| 5.    | «Por Si Puedes Oírme» (con Tutto Durán) | Ismael Moya, Nataly Rivera                          | Ismael Moya, Nataly Rivera      | 3:53     |  |
| 15:17 |                                         |                                                     |                                 |          |  |